# Who Is It (Michael Jackson)
Who Is It is het negende nummer van het album Dangerous, geschreven en geproduceerd door Michael Jackson. Het nummer gaat, over Jackson die zich de vraag stelt met wie zijn vriendin vreemdgaat. Het nummer behaalde de vijftiende plaats in de top 40, en was daarmee op een na de minst succesvolle single van het album (de minste was Gone Too Soon, #31). Tijdens zijn interview met Oprah Winfrey in 1993 zong Jackson het nummer a capella.

## Videoclip
De videoclip van Who Is It werd geregisseerd door David Fincher. Doordat Jackson tijdens het maken van de clip zelf erg druk was met zijn Dangerous World Tour, werd in sommige scènes een lookalike gebruikt.
In de videoclip is een sfeer van rijkdom en eenzaamheid gecreëerd. Zo zijn in de eerste 10 seconden Art deco-ornamenten aan de gevels van wolkenkrabbers te zien waarop het zonlicht reflecteert. Er is echter geen mens te zien.
In de clip is te zien hoe Jackson als rijke maar eenzame man ontdekt dat zijn vriendin als zeer exclusieve callgirl werkt. Deze vriendin bezoekt meerdere mannen, waaronder een man in een rolstoel. Voor elk bezoek wordt ze opnieuw opgemaakt en aangekleed zodat ze er als compleet ander persoon uitziet. Bij elk bezoek geeft ze een platina visitekaartje af met een andere naam. Na afloop krijgt ze steeds een koffer met geld die door haar baas wordt meegenomen.
Jackson gaat naar hun gezamenlijke villa. Onderweg passeert hij het konvooi van de escortservice wat weergeeft dat alles min of meer onder zijn ogen is gebeurd zonder dat hij het zelf door had. In de villa ontdekt hij de visitekaartjes. De vriendin begint spijt te krijgen en ontsnapt aan haar opdrachtgevers. Jackson vertrekt intussen per helikopter en wordt nagekeken door zijn butler. Als de vriendin aankomt wil zijn butler haar niet meer binnenlaten. Om te tonen dat haar geheim uitgekomen is, strooit hij de visitekaartjes voor haar voeten uit. De vriendin keert terug naar haar baas, krijgt een mep in het gezicht en wordt opgemaakt voor een nieuwe klant. Ze kan haar tranen niet bedwingen. Intussen probeert Jackson in slaap te komen aan boord van zijn vliegtuig.
Tijdens de clip duikt af en toe een schim op die meegaat in de gevoelens van Jackson.

## Lijst van nummers

### Engelse single
1. "Who Is It" (The most patient mix) – 7:44
2. "Who Is It" (IHS mix) – 7:58
3. "Don't Stop 'Til You Get Enough" (Roger's u-ground solution mix) – 6:22

### Amerikaanse single
1. "Who Is It" (Oprah Winfrey special Intro) – 4:00
2. "Who Is It" (Patience edit) – 4:01
3. "Who Is It" (House 7") – 3:55
4. "Who Is It" (Brother's in rhythm house mix) – 7:13
5. "Beat It" (Moby's sub mix) – 6:11

## Hitnotering
| '"Who Is It in de Nederlandse Top 40 | '"Who Is It in de Nederlandse Top 40 | '"Who Is It in de Nederlandse Top 40 | '"Who Is It in de Nederlandse Top 40 | '"Who Is It in de Nederlandse Top 40 | '"Who Is It in de Nederlandse Top 40 | '"Who Is It in de Nederlandse Top 40 | '"Who Is It in de Nederlandse Top 40 |
| Week                                 | 1                                    | 2                                    | 3                                    | 4                                    | 5                                    | 6                                    | 7                                    |
| ------------------------------------ | ------------------------------------ | ------------------------------------ | ------------------------------------ | ------------------------------------ | ------------------------------------ | ------------------------------------ | ------------------------------------ |
| Nummer                               | 35                                   | 23                                   | 17                                   | 15                                   | 21                                   | 34                                   | uit                                  |